# Praça do Império
La Praça do Império (« Place de l'Empire » en français) est une grande place située à Lisbonne, capitale du Portugal.